# یواس‌اس ترامبول (۱۷۷۶)
یواس‌اس ترامبول (۱۷۷۶) (به انگلیسی: USS Trumbull (1776)) یک کشتی بود. این کشتی در سال ۱۷۷۶ ساخته شد.